# Медалі України

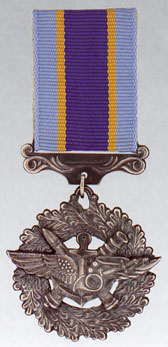
Медаль «За військову службу Україні»

Медалі України – вид державних нагород України, встановлених Законом України «Про державні нагороди України» від 16 березня 2000. Нагородження медалями здійснюється указами Президента України. 

## Медаль «За військову службу Україні»
Медаль «За військову службу Україні» встановлена як відзнака Президента України Указом Президента України № 931 від 5 жовтня 1996. Нею нагороджуються військовослужбовці ЗС України та ін. військових формувань, утворених відповідно до законів України, а також Держ. спец. служби транспорту, ін. особи за мужність і відвагу, самовіддані дії, виявлені при захисті держ. інтересів України. Автор медалі – Л.Матяш. Перше нагородження медаллю «За військову службу Україні» відбулося 4 грудня 1996. Серед перших нагороджених: нач. навч. центру центр. ракетно-артилер. управління озброєння ЗС України полк. М.Бабич, командир зенітного ракетного полку корпусу Протиповітряної оборони Сил Протиповітряної оборони України полк. Д.Безкоровайний, нач. відділу – заст. нач. гол. управління Мін-ва оборони України полк. Д.Безноско. Станом на 1 жовтня 2009 медаллю нагороджено бл. 1050 осіб.

## Медаль «За бездоганну службу»
Медаль «За бездоганну службу» 1-го, 2-го і 3-го ст. встановлена як відзнака Президента України Указом Президента України № 932 від 5 жовтня 1996. Нею нагороджують осіб офіцерського складу і прапорщиків ЗС України, рядового і начальницького складу органів внутр. справ, внутр. військ МВС України, СБУ, Служби зовн. розвідки України, Держ. служби спец. зв'язку та захисту інформації України, Держ. прикордонної служби України, Держ. спец. служби транспорту, військ Цивільної оборони, які досягли високих показників у бойовій і професійній підготовці, є взірцем вірності присязі та виконання військ. (службового) обов'язку, успішно керують підлеглими, зразково виконують ін. військ. обов'язки. Автор медалі – Л.Матяш. Перше нагородження медаллю «За бездоганну службу» відбулося 4 грудня 1996. Серед перших нагороджених медаллю: нач. інженерної служби артилер. бригади Одес. військового округу ЗС України підполк. В.Артемчук, нач. центру військ. частини Мін-ва оборони України полк. М.Бабак, заст. начальника управління – гол. інженера центр. спец. буд. управління Міністерства оборони України полк. Л.Бабін. Станом на 1 жовтня 2009 медаллю 1-го ст. відзначено 2,2 тис. осіб.
Перше нагородження медаллю 2-го ст. відбулося 25 березня 1999. Нею відзначено заст. голови СБУ В.Пристайка. Медаллю «За бездоганну службу» 2-го ст. станом на 1 жовтня 2009 відзначено бл. 40 осіб, 1-го ст. – одну особу.

## Медаль «Захиснику Вітчизни»
Медаль «Захиснику Вітчизни» встановлена Указом Президента України № 1299 від 8 жовтня 1999 для нагородження ветеранів війни, осіб, на яких поширюється чинність Закону України «Про статус ветеранів війни, гарантії їх соціального захисту», які проживають в Україні, громадян ін. д-в, які брали участь у визволенні України від нацистських загарбників, ін. громадян України за особисту мужність і відвагу, виявлені в захисті держ. інтересів, за зміцнення обороноздатності та безпеки України. Автор медалі – Ю.Харабет.
На відзначення ветеранів війни виготовлено 4,8 млн медалей, які вручалися по регіонах 1999–2004.
Окрім того, нагородження військовослужбовців ЗС України та ін. військ. формувань цією медаллю розпочато 17 лютого 2000. Станом на 1 жовтня 2009 нею нагороджено майже 300 осіб.

## Медаль «За врятоване життя»
Медаль «За врятоване життя» встановлена Законом України «Про внесення змін до Закону України “Про державні нагороди України”« від 10 квітня 2008 для нагородження громадян за врятування життя людини, активну доброчинну, гуманістичну та ін. діяльність у справі охорони здоров'я громадян, запобігання нещасним випадкам з людьми. Автори медалі – В.Бузало, О.Сопов, О.Шиян. Перше нагородження медаллю «За врятоване життя» відбулося Указом Президента України від 18 червня 2008 А.Овчар (учениця навчально-виховного комплексу «Домінанта» Дніпровського р-ну м. Київ), яка 15 березня 2005 у 5-річному віці під час пожежі в будинку в с. Воронцівка Куп'янського р-ну Харків. обл. винесла з вогню свою 2-річну сестру. На 1 жовтня 2009 медаллю нагороджено бл. 60 осіб.